# Liste der Biografien/Schneider, L
Liste der Biografien |
Portal Biografien |
L Personensuche
# |
A |
B |
C |
D |
E |
F |
G |
H |
I |
J |
K |
L |
M |
N |
O |
P |
Q |
R |
S |
T |
U |
V |
W |
X |
Y |
Z |
?
 
Sa |
Sb |
Sc |
Sd |
Se |
Sf |
Sg |
Sh |
Si |
Sj |
Sk |
Sl |
Sm |
Sn |
So |
Sp |
Sq |
Sr |
Ss |
St |
Su |
Sv |
Sw |
Sy |
Sz
 
Sca–Sce |
Sch |
Sci–Scz
 
Scha |
Schc |
Schd |
Sche |
Schg |
Schi |
Schj |
Schk |
Schl |
Schm |
Schn |
Scho |
Schp |
Schr |
Schs |
Scht |
Schu |
Schv |
Schw |
Schy
 
Schna |
Schne |
Schni |
Schno |
Schnu |
Schny
 
Schneb |
Schnec |
Schned |
Schnee |
Schneg |
Schneh |
Schnei |
Schnek |
Schnel |
Schnep |
Schner |
Schnet |
Schneu |
Schnew |
Schney |
Schnez
 
Schneib |
Schneic |
Schneid |
Schneie |
Schneik |
Schneis |
Schneit
 
Schneida |
Schneide |
Schneidh |
Schneidl |
Schneidm |
Schneidr |
Schneidt
 
Schneidem |
Schneiden |
Schneider |
Schneidew
 
Schneider, A |
Schneider, B |
Schneider, C |
Schneider, D |
Schneider, E |
Schneider, F |
Schneider, G |
Schneider, H |
Schneider, I |
Schneider, J |
Schneider, K |
Schneider, L |
Schneider, M |
Schneider, N |
Schneider, O |
Schneider, P |
Schneider, R |
Schneider, S |
Schneider, T |
Schneider, U |
Schneider, V |
Schneider, W |
Schneider, Y |
Schneiderb |
Schneidere |
Schneiderf |
Schneiderh |
Schneiderl |
Schneiderm |
Schneidero |
Schneiders |
Schneiderw
Die Liste der Biografien führt alle Personen auf, die in der deutschsprachigen Wikipedia einen Artikel haben. Dieses ist eine Teilliste mit 29 Einträgen von Personen, deren Namen mit den Buchstaben „Schneider, L“ beginnt.

## Schneider, L

### Schneider, La
- Schneider, Lambert (1900–1970), deutscher Verleger aus katholischer Familie
- Schneider, Lambert (* 1943), deutscher klassischer Archäologe und Hochschullehrer in Hamburg
- Schneider, Lara (* 1990), deutsche Schauspielerin
- Schneider, Larry (* 1949), US-amerikanischer Jazzmusiker
- Schneider, Laura (* 1979), deutsche Schauspielerin und Sängerin
- Schneider, Laura (* 1994), französische Handballspielerin
- Schneider, Laura (* 1995), Schweizer Fussballspielerin

### Schneider, Le
- Schneider, Lea (* 1989), deutsche Schriftstellerin und ÜbersetzerinLea Schneider (* 1989)

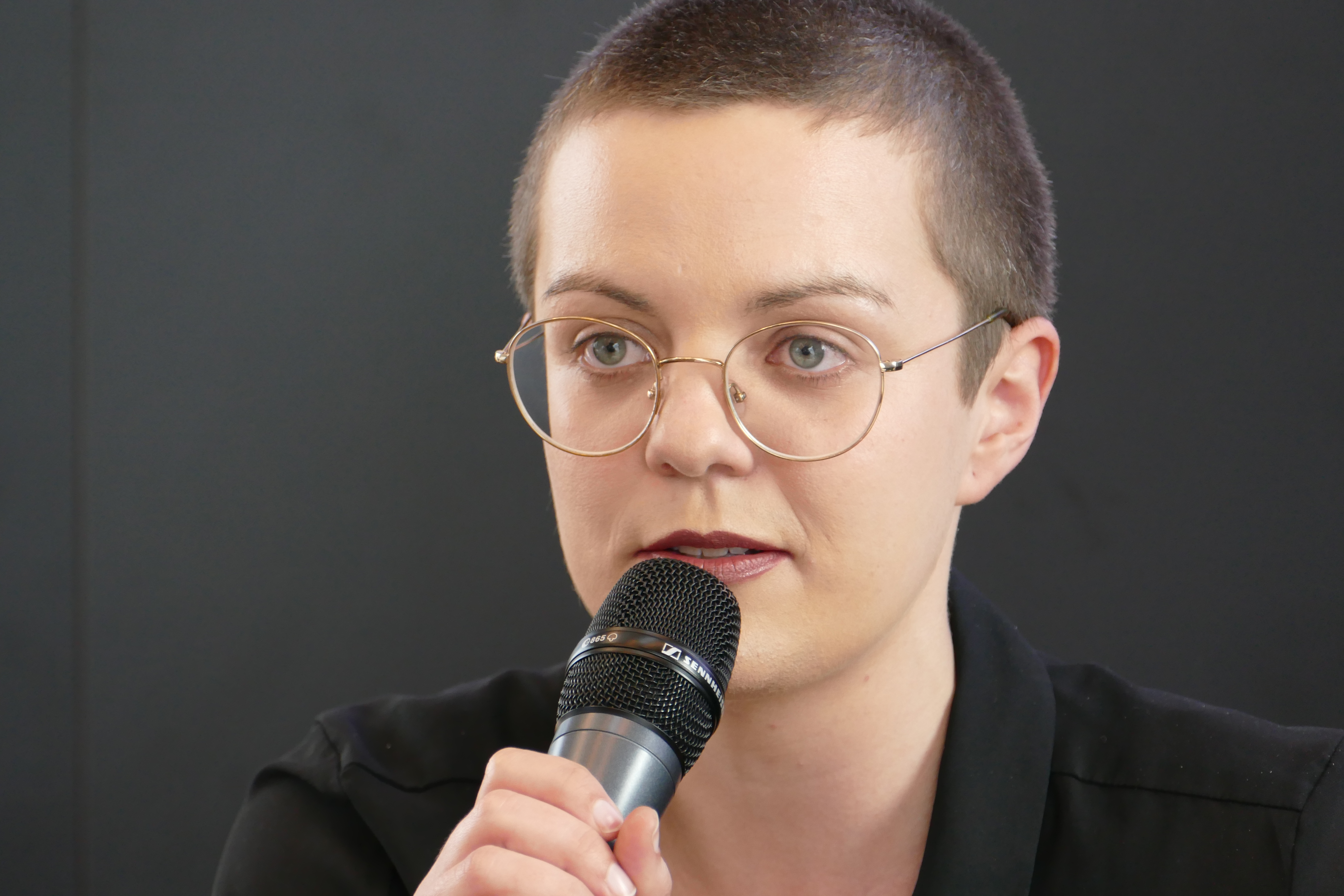
Lea Schneider (* 1989)

- Schneider, Leon (* 2000), deutscher Fußballspieler
- Schneider, Lew (* 1961), US-amerikanischer Fernsehproduzent, Drehbuchautor, Schauspieler und Stand-up-Comedian

### Schneider, Li
- Schneider, Liane (* 1957), deutsche Kinderbuch-Autorin
- Schneider, Lina (1831–1909), deutsche Literaturwissenschaftlerin, Schriftstellerin und Lehrerin

### Schneider, Lo
- Schneider, Lorenz (* 1990), deutscher Eishockeyspieler
- Schneider, Lothar (1939–2019), deutscher Ringer
- Schneider, Lothar (* 1943), deutscher Karikaturist
- Schneider, Lothar (* 1953), deutscher Fußballspieler
- Schneider, Louis (1805–1878), deutscher Schauspieler und Schriftsteller

### Schneider, Lu
- Schneider, Lucas (* 1995), deutscher Handballspieler
- Schneider, Ludwig (1750–1826), deutscher Verwaltungsbeamter
- Schneider, Ludwig (1855–1943), deutscher Architekt
- Schneider, Ludwig (1893–1977), deutscher Politiker (FDP), MdL
- Schneider, Ludwig (1898–1978), deutscher Politiker (FDP, DP, CDU), MdB
- Schneider, Ludwig (1902–1944), deutscher Politiker (NSDAP), MdR
- Schneider, Ludwig (1907–1975), deutscher Schachfunktionär und Schachspieler
- Schneider, Ludwig (1941–2018), deutscher Journalist und messianischer Jude
- Schneider, Ludwig Karl Eduard (1809–1889), Politiker und Botaniker
- Schneider, Luise (1894–1964), deutsche Kinder- und Jugendbuchverlegerin
- Schneider, Luitgard (1893–1972), deutsche Ärztin und Politikerin (CDU)

### Schneider, Ly
- Schneider, Lynn (* 1996), deutsche Handballspielerin